# Marga Prohens
Margalida Prohens Rigo, née le 24 mai 1982 à Campos (Majorque), est une femme politique espagnole, membre du Parti populaire (PP). Elle est présidente des îles Baléares depuis 2023.
Après plusieurs années de responsabilités au sein des Nouvelles générations du Parti populaire (NNGG), elle est élue en 2011 députée au Parlement des îles Baléares. Elle y est porte-parole du groupe parlementaire du PP entre 2015 et 2018. Cette année-là, elle devient membre du comité directeur national.
En 2019, la direction nationale obtient qu'elle soit tête de liste aux élections générales après que la direction régionale a voulu en faire la « numéro deux » aux élections autonomiques. Élue au Congrès des députés, elle est portée, en 2021, à la présidence du Parti populaire des îles Baléares (PPIB).
Elle remporte la majorité relative aux élections régionales de 2023. Elle conclut ensuite un accord avec Vox lui permettant de gouverner en minorité.

## Vie privée
Margalida Prohens Rigo naît le 24 mai 1982 à Campos, sur l'île de Majorque,.
Elle est mère de deux enfants, issus de deux unions différentes. Elle se marie en décembre 2022 avec Javier Bonet, alors député au Parlement des îles Baléares et secrétaire général du Parti populaire à Palma.
Elle dévoile en décembre 2024 être atteinte de sclérose en plaques depuis l'âge de 19 ans.

## Formation et vie professionnelle
Marga Prohens est diplômée en traduction et interprétation de l'université Pompeu-Fabra, et spécialisée en traduction juridique. Elle a également un master en direction de la communication et relations publiques de l'EAE Business School.
Professionnellement, elle est traductrice assermentée du ministère des Affaires étrangères. Elle a en outre travaillé en qualité de traductrice pour l'université de Barcelone et comme médiatrice linguistique à la mairie de Palma.

## Engagement politique

### Débuts
Marga Prohens entre en politique comme militante des Nouvelles générations du Parti populaire (NNGG). En 2005, elle en devient présidente à Campos, et secrétaire à la Coordination locale de la direction régionale. Elle se présente pour la première fois devant les électeurs en 2007, occupant la dernière place de la liste du Parti populaire (PP) à Campos.
Devenue, en 2010, présidente adjointe des NNGG des îles Baléares sur décision du président régional du PP, Miquel Vidal, elle est investie en 12e position sur la liste du PP dans la circonscription de Majorque, conduite par José Ramón Bauzá, pour les élections régionales du 22 mai 2011. Alors que le PP remporte la majorité absolue des sièges, elle accède au Parlement des îles Baléares. Elle est désignée porte-parole adjointe du groupe parlementaire.

### Ascension
À la suite des élections régionales du 24 mai 2015, dont les résultats renvoient le PP dans l'opposition, Marga Prohens est désignée porte-parole de son groupe parlementaire. Elle soutient, deux ans plus tard, Biel Company — issu du courant régionaliste du parti — contre José Ramón Bauzá, représentant de l'aile unioniste, dans le cadre du congrès régional du PP. Company l'emporte face à Bauzá pour la présidence, avec une large avance
Elle accède, en juillet 2018, au comité directeur national (Junta Directiva Nacional) du Parti populaire, dans le cadre du XIXe congrès, sur proposition du nouveau président, Pablo Casado, avec trois autres représentants des îles Baléares. Quelques jours plus tard, elle cède ses fonctions de porte-parole au Parlement des îles Baléares à Biel Company, sur décision de ce dernier.

### Députée nationale
Dans la perspective des élections générales anticipées du 28 avril 2019, Pablo Casado souhaite faire de Marga Prohens la tête de liste pour le Congrès des députés dans la circonscription des îles Baléares, mais Biel Company veut qu'elle soit sa « numéro deux » aux élections régionales du 26 mai 2019. Pablo Casado impose donc comme tête de liste Maria Salom, ce qui pousse Biel Company à reconsidérer sa position et approuver la candidature de Marga Prohens. Après l'échec du Congrès à investir un président du gouvernement, de nouvelles élections générales sont convoquées le 10 novembre, pour lesquelles elle est confirmée comme tête de liste dans les Baléares.
Au commencement de la XIVe législature, elle est désignée porte-parole du groupe populaire à la commission de l'Égalité du Congrès, et secrétaire de la commission de suivi du pacte national contre la violence de genre. En tant que responsable des sujets d'égalité entre les femmes et les hommes au sein de son groupe, elle est chargée de questionner la ministre de l'Égalité, Irene Montero, avec qui elle se montre particulièrement critique : elle lui reproche ainsi d'avoir maintenu les manifestations de la journée internationale des femmes de 2020 en dépit de la hausse des cas de Covid-19, et l'attaque vertement en raison des diminutions de peine dont bénéficient des violeurs et agresseurs sexuels en application de la loi dite « Un oui est un oui », qui place la question du consentement au cœur de la définition pénale du viol et de l'agression sexuelle.

### Présidente du PP des Baléares
Le 26 mai 2021, Biel Company indique qu'il ne sera pas de nouveau candidat à la présidence du Parti populaire des îles Baléares (PPIB). Fermement soutenue par la direction nationale du PP, notamment le secrétaire général, Teodoro García Egea, Marga Prohens annonce sa candidature le 29 mai et place son projet sous le signe de la « liberté », à l'image de la présidente de la communauté de Madrid, Isabel Díaz Ayuso. Elle dépose, le 11 juin auprès du comité organisateur 3 588 parrainages de militants, dont celui de Biel Company, là où le minimum requis était de 400. Elle est formellement élue présidente du PPIB le 24 juillet, avec le soutien de 99,72 % des suffrages exprimés par les délégués au congrès, en présence de Pablo Casado, Teodoro García Egea, Cuca Gamarra et Isabel Díaz Ayuso.
Lors de la guerre interne entre Pablo Casado et Isabel Díaz Ayuso, à l'hiver 2022, elle appelle à l'organisation d'un congrès extraordinaire et à la formation d'une direction provisoire, retirant de facto son soutien à Pablo Casado. Après que celui-ci a effectivement renoncé à un nouveau mandat et que le parti a convoqué son XXe congrès, elle accorde son parrainage à Alberto Núñez Feijóo, seul candidat en lice.
Bien qu'elle n'en ait pas l'obligation légale, elle démissionne du Congrès des députés le 8 mai 2023, en raison de sa candidature aux élections autonomiques du 28 mai suivant. Alors qu'elle doit en principe être remplacée par Maite Torrent, première non-élue sur sa liste, celle-ci renonce à siéger pour la même raison, à savoir sa candidature au Parlement des îles Baléares. C'est donc à Carlos Martínez de Tejada que revient le siège laissé vacant par Marga Prohens et qui prête serment huit jours plus tard.

### Présidente des îles Baléares

#### Élections régionales de 2023 et entente avec Vox
Marga Prohens remporte nettement les élections régionales du 28 mai 2023 : avec 26 députés sur 59, dont celui de Formentera, le Parti populaire compte plus de députés que l'ensemble des partis de gauche et centre gauche. Il bénéficie de l'effondrement de Ciudadanos et du mauvais résultat des régionalistes d'El Pi – Proposta per les Illes, mais n'atteint la majorité absolue des sièges qu'avec le soutien de Vox. Ce résultat met un terme à huit ans de pouvoir de la socialiste Francina Armengol.
Le 19 juin, le PP et Vox s'entendent sur la répartition des postes au bureau du Parlement, accordant la présidence de l'assemblée à Vox mais sans pour autant conclure un pacte permettant l'investiture de Marga Prohens. Les deux formations s'entendent, le 28 juin, sur un paquet de 110 mesures et l'entrée de Vox dans l'exécutif des conseils insulaires de Majorque et de Minorque, en échange de quoi le parti permet à Marga Prohens de former un gouvernement minoritaire bénéficiant de son soutien sans participation.

#### Investiture
Le nouveau président du Parlement, Gabriel Le Senne, conclut ses entretiens avec les représentants des forces politiques le 27 juin. Il annonce à la suite qu'il propose la candidature de Marga Prohens à la présidence de la communauté autonome et que la séance d'investiture aura lieu les 3 et 4 juillet.
Dans son discours de politique générale, prononcé le 3 juillet, elle revendique l'accord passé avec Vox, qu'elle déclare vouloir défendre « personnellement ». Elle annonce que la maîtrise du catalan ne sera plus requise pour travailler dans la santé publique, et que les parents seront libres de choisir si leurs enfants doivent recevoir leurs enseignements en catalan ou en castillan. Elle précise ne pas vouloir appliquer les lois sur l'éducation et sur le logement du gouvernement de Pedro Sánchez, préférant céder du foncier public aux promoteurs, faciliter le rehaussement des immeubles d'habitation et mettre en place un bureau contre le squat. Dans le domaine fiscal, elle prévoit la suppression de l'impôt sur les successions sous trois mois et de l'impôt sur le patrimoine d'ici 2027.
Lors du premier vote de confiance, le 4 juillet, elle échoue à remporter la confiance des députés, recueillant 26 voix pour, 25 voix contre et 8 abstentions, alors que la majorité absolue de 30 voix était requise. En conséquence, Gabriel Le Senne convoque une deuxième séance d'investiture le 6 juillet, au cours de laquelle la majorité simple suffit. Lors du second vote, elle est élue présidente des îles Baléares après avoir obtenu le même résultat que lors du premier scrutin, bénéficiant comme attendu de l'abstention de Vox. Le décret actant sa nomination, signé par le roi Felipe VI et contresigné par Pedro Sánchez, est publié dès le 7 juillet au Bulletin officiel de l'État (BOE). Elle prête serment le soir même à la Llotja de Palma devant 500 personnes.
Elle dévoile le 10 juillet la composition de son gouvernement. Celui-ci comprend dix conseillers, contre onze pour l'équipe sortante, une majorité d'hommes et voit la disparition du département de l'Environnement. L'exécutif est assermenté et entre en fonction le jour-même.